# Alex Graham
Alexander Steel Graham (* 2. März 1917 in Partick, Glasgow, Schottland; † 4. Dezember 1991 in London, England) war ein britischer Cartoonist und Comiczeichner. Bekanntgeworden ist er durch seine Fred Basset-Comicstrips, die im deutschsprachigen Raum bis heute unter dem Titel „Wurzel“ laufen.

## Biographie
Alex Graham besuchte die Dumfries Academy sowie die Glasgow School of Art. Während des Zweiten Weltkriegs diente er im Infanterieregiment Argyll and Sutherland Highlanders der British Army.
Nach dem Krieg begann er, seine Cartoons an Magazine wie den New Yorker zu verkaufen. 1945 erfand er für DC Thomson's Dundee Weekly News seinen ersten langfristig erfolgreichen Comicstrip, Wee Hughie, den er bis in die 1960er Jahre fortführte. Daneben zeichnete er für verschiedene Magazine weitere Comic strips, darunter 17 Jahre lang Briggs the Buttler für Tatler Weekly.
Am 9. Juli 1963 begann Graham mit der Arbeit an der Figur, mit der er am stärksten assoziiert werden sollte: Fred Basset, in Deutschland besser bekannt als Wurzel, einen Basset-Hund. Dieser Comicstrip erschien bis zu seinem Tod 1991 in der Daily Mail. Die Reihe wird heute noch von Michael Martin nach Ideen Alex Grahams Tochter Arran fortgeführt.
Alex Graham starb am 4. Dezember 1991 im Alter von 74 Jahren.